# Igor Nikitin (Eishockeyspieler)
Igor Walerjewitsch Nikitin (russisch Игорь Валерьевич Никитин, wiss. Transliteration Igor' Valer'evič Nikitin; * 23. März 1973 in Ust-Kamenogorsk, Kasachische SSR) ist ein ehemaliger kasachisch-russischer Eishockeyspieler und derzeitiger -trainer. War seit Mai 2017 bis zur Saison 2021/22 Cheftrainer beim HK ZSKA Moskau aus der Kontinentalen Hockey-Liga.

## Spielerkarriere
Igor Nikitin begann seine Karriere bei Torpedo Ust-Kamenogorsk. 1994 wechselte er zum HK Lada Toljatti, mit dem er 1996 die Meisterschaft in der Internationalen Hockey-Liga gewann. 1996 ging der Verteidiger zum Neftechimik Nischnekamsk. Nach einer Saison wurde er vom HK Awangard Omsk verpflichtet, mit dem er 2004 die russische Meisterschaft  gewann. 2006 wechselte nach Nowosibirsk, wo er 2008 seine aktive Karriere beendete.
1998 wurde Nikitin in die kasachische Nationalmannschaft berufen und nahm an den Olympischen Winterspielen 1998 teil.

## Trainerkarriere
Nikitin begann seine Trainerkarriere bei seinem langjährigen Klub Awangard Omsk, bei dem er zunächst als Cheftrainer und später (ab Mitte der Saison 2009/10) als Assistenztrainer arbeitete. Ab 2011 war Nikitin Assistenztrainer in der russischen Nationalmannschaft. 2018 war er Assistenztrainer von Oleg Snarok bei den Olympischen Winterspielen 2018 und beendete anschließend sein Engagement beim russischen Verband.
Parallel zur Tätigkeit beim Nationalteam war er ab 2013 Co-Trainer beim HK Sibir Nowosibirsk und anschließend beim HK ZSKA Moskau. Im Mai 2017 wurde Nikitin zum Cheftrainer der ersten Mannschaft des ZSKA befördert. Unter seiner Führung erreichte der dreimal den ersten Platz in der Hauptrunde und ebenso dreimal das Finale um den Gagarin-Pokal, welcher 2019 vom ZSKA gewonnen wurde. Trotz dieser herausragenden Erfolgsquote wurde Nikitin im Juli 2021 entlassen. Sein Nachfolger beim ZSKA wurde Sergei Fedorow, der zuvor dem Aufsichtsrat des Klubs angehört hatte.